# Лас Маријас (Порторико)
Лас Маријас (шп. Las Marías) је општина у америчкој острвској територији Порторико, острвској држави Кариба.

## Демографија
По попису из 2010. године број становника је 9.881, што је 1.18 (-10,7%) становника мање него 2000. године.
| Група             | 2000.          | 2010.         |
| Белци             | 63 (0,6%)      | 55 (0,6%)     |
| Афроамериканци    | 199 (1,8%)     | 520 (5,3%)    |
| Азијати           | 10 (0,1%)      | 1 (0,0%)      |
| Хиспаноамериканци | 10.987 (99,3%) | 9.821 (99,4%) |
| Укупно            | 11.061         | 9.881         |